# Robert G. Heft

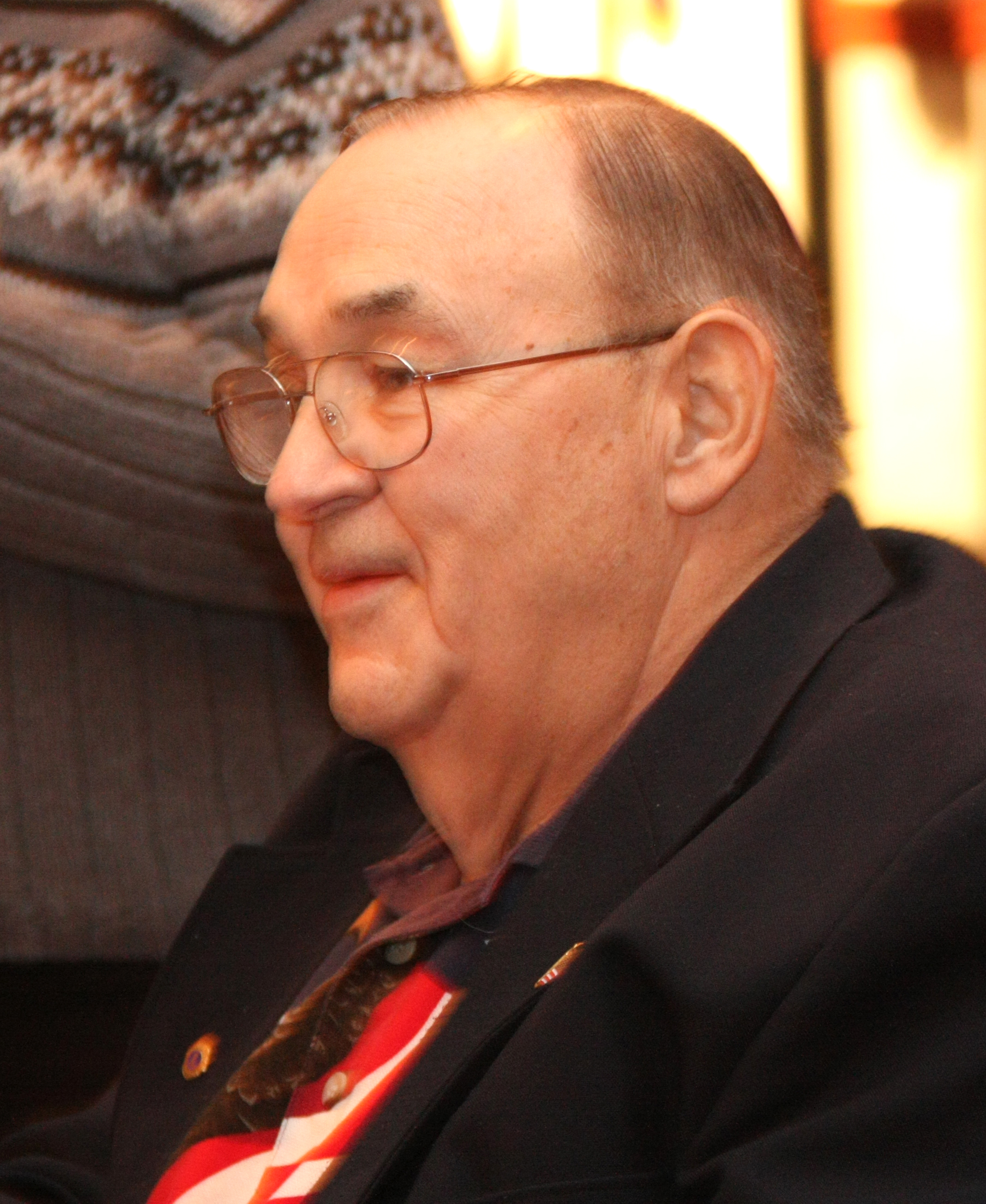
Robert G. Heft i slutet av 2009.

Robert G. Heft, född 19 januari 1941, död 12 december 2009, var en borgmästare i Napoleon, Ohio, och universitetslärare, mest känd för att ha designat USA:s nuvarande flagga Stars and Stripes.